# 477 Italia
Italia (asteroide 477) é um asteroide da cintura principal com um diâmetro de 22,51 quilómetros, a 1,9605159 UA. Possui uma excentricidade de 0,1882294 e um período orbital de 1 370,88 dias (3,75 anos).
Italia tem uma velocidade orbital média de 19,1656796 km/s e uma inclinação de 5,28847º.
Este asteroide foi descoberto em 23 de Agosto de 1901 por Luigi Carnera.
Este asteroide recebeu este nome em homenagem ao país europeu Itália.